# Wahlkreis Kassel-Land I
Der Wahlkreis Kassel-Land I  (Wahlkreis 1) ist ein Landtagswahlkreis in Hessen. Der Wahlkreis umfasst zur Landtagswahl 2023 die Städte und Gemeinden Bad Karlshafen, Breuna, Calden, Espenau, Fuldatal, Grebenstein, Habichtswald, Hofgeismar, Immenhausen, Liebenau,  Reinhardshagen, Trendelburg, Wesertal, Wolfhagen, Zierenberg und den Gutsbezirk Reinhardswald aus dem Landkreis Kassel. Bei der Wahl 2018 gehörten auch noch Bad Emstal, Naumburg und Oberweser dazu.
Wahlberechtigt waren bei der letzten Landtagswahl 93.688 der rund 119.000 Einwohner des Wahlkreises. Die Bevölkerungsdichte liegt bei 116 Einwohnern pro km². Der Wahlkreis liegt im „Speckgürtel“ Kassels. Obwohl Nordhessen im Durchschnitt eine strukturschwache Region ist, liegt die Arbeitslosenquote im Kreis niedriger als in der Stadt Kassel oder Hessen gesamt (Kreis: 5,8 %, Hessen 6,8 %, Kassel 12,5 % im November 2007). Das verfügbare Einkommen je Einwohner liegt aber mit 17.639 € um 5,5 % unter dem Landesdurchschnitt (2005). Der Wahlkreis gilt als SPD-Hochburg, konnte aber bei der Landtagswahl 2023 erstmals nach 20 Jahren von der CDU gewonnen werden.

## Wahl 2023
| Ergebnis im Wahlkreis Kassel-Land I (Wahlkreis 1) bei der Landtagswahl vom 8. Oktober 2023 | Ergebnis im Wahlkreis Kassel-Land I (Wahlkreis 1) bei der Landtagswahl vom 8. Oktober 2023 | Ergebnis im Wahlkreis Kassel-Land I (Wahlkreis 1) bei der Landtagswahl vom 8. Oktober 2023 | Ergebnis im Wahlkreis Kassel-Land I (Wahlkreis 1) bei der Landtagswahl vom 8. Oktober 2023 | Ergebnis im Wahlkreis Kassel-Land I (Wahlkreis 1) bei der Landtagswahl vom 8. Oktober 2023 | Ergebnis im Wahlkreis Kassel-Land I (Wahlkreis 1) bei der Landtagswahl vom 8. Oktober 2023 |
|                                                                                            |                                                                                            | Wahlkreisstimme                                                                            | Wahlkreisstimme                                                                            | Landesstimme                                                                               | Landesstimme                                                                               |
| Anzahl                                                                                     | %                                                                                          | Anzahl                                                                                     | %                                                                                          |                                                                                            |                                                                                            |
| Bewerber                                                                                   | Partei                                                                                     | Anzahl                                                                                     | %                                                                                          | Anzahl                                                                                     | %                                                                                          |
| ------------------------------------------------------------------------------------------ | ------------------------------------------------------------------------------------------ | ------------------------------------------------------------------------------------------ | ------------------------------------------------------------------------------------------ | ------------------------------------------------------------------------------------------ | ------------------------------------------------------------------------------------------ |
| Wahlberechtigte                                                                            | Wahlberechtigte                                                                            | 80.130                                                                                     | 80.130                                                                                     | 80.130                                                                                     | 80.130                                                                                     |
| Wähler                                                                                     | Wähler                                                                                     | 54.769                                                                                     | 54.769                                                                                     | 54.769                                                                                     | 68,4                                                                                       |
| Ungültige Stimmen                                                                          | Ungültige Stimmen                                                                          | 1.335                                                                                      | 2,4                                                                                        | 1.277                                                                                      | 2,3                                                                                        |
| Gültige Stimmen                                                                            | Gültige Stimmen                                                                            | 53.434                                                                                     | 97,6                                                                                       | 53.492                                                                                     | 97,7                                                                                       |
| davon                                                                                      |                                                                                            |                                                                                            |                                                                                            |                                                                                            |                                                                                            |
| Hans Christian Göttlicher                                                                  | CDU                                                                                        | 16.433                                                                                     | 30,8                                                                                       | 17.176                                                                                     | 32,1                                                                                       |
| Sascha Meier                                                                               | GRÜNE                                                                                      | 4.166                                                                                      | 7,8                                                                                        | 5.015                                                                                      | 9,4                                                                                        |
| Oliver Ulloth                                                                              | SPD                                                                                        | 16.410                                                                                     | 30,7                                                                                       | 12.519                                                                                     | 23,4                                                                                       |
| Sibylle Johst                                                                              | AfD                                                                                        | 9.825                                                                                      | 18,4                                                                                       | 10.561                                                                                     | 19,7                                                                                       |
| Jana Bukacz                                                                                | FDP                                                                                        | 1.781                                                                                      | 3,3                                                                                        | 1.945                                                                                      | 3,6                                                                                        |
| Stefanie Kersting                                                                          | LINKE                                                                                      | 1.519                                                                                      | 2,8                                                                                        | 1.401                                                                                      | 2,6                                                                                        |
| Tobias Seydler                                                                             | Freie Wähler                                                                               | 2.979                                                                                      | 5,6                                                                                        | 2.306                                                                                      | 4,3                                                                                        |
|                                                                                            | Tierschutzpartei                                                                           |                                                                                            |                                                                                            | 981                                                                                        | 1,8                                                                                        |
|                                                                                            | Die PARTEI                                                                                 | 362                                                                                        | 0,7                                                                                        |                                                                                            |                                                                                            |
|                                                                                            | Piraten                                                                                    | 151                                                                                        | 0,3                                                                                        |                                                                                            |                                                                                            |
|                                                                                            | ÖDP                                                                                        | 90                                                                                         | 0,2                                                                                        |                                                                                            |                                                                                            |
|                                                                                            | P. f. schulm. Verjf.                                                                       | 33                                                                                         | 0,1                                                                                        |                                                                                            |                                                                                            |
|                                                                                            | V-Partei³                                                                                  | 188                                                                                        | 0,4                                                                                        |                                                                                            |                                                                                            |
|                                                                                            | PdH                                                                                        | 46                                                                                         | 0,1                                                                                        |                                                                                            |                                                                                            |
|                                                                                            | ABG                                                                                        | 93                                                                                         | 0,2                                                                                        |                                                                                            |                                                                                            |
|                                                                                            | APPD                                                                                       | 33                                                                                         | 0,7                                                                                        |                                                                                            |                                                                                            |
| Chalid Ashry                                                                               | dieBasis                                                                                   | 321                                                                                        | 0,6                                                                                        | 299                                                                                        | 0,6                                                                                        |
|                                                                                            | DKP                                                                                        |                                                                                            |                                                                                            | 26                                                                                         | 0,1                                                                                        |
|                                                                                            | DIE NEUE MITTE                                                                             | 19                                                                                         | 0,0                                                                                        |                                                                                            |                                                                                            |
|                                                                                            | Volt                                                                                       | 149                                                                                        | 0,3                                                                                        |                                                                                            |                                                                                            |
|                                                                                            | Klimaliste                                                                                 | 99                                                                                         | 0,2                                                                                        |                                                                                            |                                                                                            |

Neben dem erstmals gewählten Wahlkreisabgeordneten Hans Christian Göttlicher von der CDU, der für seine Partei das Direktmandat erstmals seit 2003 gewinnen konnte, wurde sein Oliver Ulloth (SPD) über die Landesliste seiner Partei gewählt.

## Wahl 2018
| Gegenstand der Nachweisung | Gegenstand der Nachweisung    | Wahlkreis- stimmen | Wahlkreis- stimmen | Landes- stimmen | Landes- stimmen |
| Kreiswahlbewerber/in       | Partei                        | Anzahl             | %                  | Anzahl          | %               |
| -------------------------- | ----------------------------- | ------------------ | ------------------ | --------------- | --------------- |
| Wahlberechtigte            | Wahlberechtigte               | 90.524             | 100,0              | 90.524          | 100,0           |
| Wähler                     | Wähler                        | 61.427             | 67,9               | 61.427          | 67,9            |
| Ungültige Stimmen          | Ungültige Stimmen             | 1.736              | 2,8                | 1.622           | 2,6             |
| Gültige Stimmen            | Gültige Stimmen               | 5.9691             | 100,0              | 59.805          | 100,0           |
| davon                      |                               |                    |                    |                 |                 |
| Alexander Lorch            | CDU                           | 14.520             | 24,3               | 14.172          | 23,7            |
| Oliver Ulloth              | SPD                           | 19.958             | 33,4               | 17.444          | 29,2            |
| Juri Stölzner              | GRÜNE                         | 8.032              | 13,5               | 9.150           | 15,3            |
| Tim Zborschil              | LINKE                         | 2.754              | 4,6                | 3.184           | 5,3             |
| Ingo von Germeten-Neutze   | FDP                           | 3.639              | 6,1                | 3.916           | 6,5             |
| Florian Kohlweg            | AfD                           | 7.292              | 12,2               | 7.767           | 13,0            |
| –                          | PIRATEN                       | x                  | x                  | 212             | 0,4             |
| Malte Fehling              | Freie Wähler                  | 3.496              | 5,9                | 2.552           | 4,3             |
| –                          | NPD                           | x                  | x                  | 86              | 0,1             |
| –                          | Die Partei                    | x                  | x                  | 270             | 0,5             |
| –                          | ödp                           | x                  | x                  | 70              | 0,1             |
| –                          | Die Grauen                    | x                  | x                  | 94              | 0,2             |
| –                          | BüSo                          | x                  | x                  | 5               | 0,0             |
| –                          | AD-Demokraten                 | x                  | x                  | 26              | 0,0             |
| –                          | Bündnis C                     | x                  | x                  | 32              | 0,1             |
| –                          | BGE                           | x                  | x                  | 57              | 0,1             |
| –                          | Die Violetten                 | x                  | x                  | 29              | 0,0             |
| –                          | Liberal-Konservative Reformer | x                  | x                  | 17              | 0,0             |
| –                          | Menschliche Welt              | x                  | x                  | 19              | 0,0             |
| –                          | Die Humanisten                | x                  | x                  | 32              | 0,1             |
| –                          | Gesundheitsforschung          | x                  | x                  | 72              | 0,1             |
| –                          | Tierschutz                    | x                  | x                  | 549             | 0,9             |
| –                          | V-Partei³                     | x                  | x                  | 50              | 0,1             |

Der erstmals direkt gewählte Wahlkreisabgeordnete Oliver Ulloth (SPD) vertritt den Wahlkreis im Landtag.

## Wahl 2013
| Gegenstand der Nachweisung | Gegenstand der Nachweisung | Wahlkreis- stimmen | Wahlkreis- stimmen | Landes- stimmen | Landes- stimmen |
| Kreiswahlbewerber/in       | Partei                     | Anzahl             | %                  | Anzahl          | %               |
| -------------------------- | -------------------------- | ------------------ | ------------------ | --------------- | --------------- |
| Wahlberechtigte            | Wahlberechtigte            | 92.198             | 100,0              | 92.198          | 100,0           |
| Wähler                     | Wähler                     | 68.939             | 74,8               | 68.939          | 74,8            |
| Ungültige Stimmen          | Ungültige Stimmen          | 2.639              | 3,8                | 2.255           | 3,3             |
| Gültige Stimmen            | Gültige Stimmen            | 66.300             | 100,0              | 66.684          | 100,0           |
| davon                      |                            |                    |                    |                 |                 |
| Maik Sembowski             | CDU                        | 22.689             | 34,2               | 21.775          | 32,7            |
| Brigitte Hofmeyer          | SPD                        | 31.084             | 46,9               | 27.341          | 41,0            |
| Helmut von Zech            | FDP                        | 1.653              | 2,5                | 2.328           | 3,5             |
| Rolf Schließmann           | GRÜNE                      | 4.378              | 6,6                | 5.877           | 8,8             |
| Christian Knoche           | LINKE                      | 3.737              | 5,6                | 3.291           | 4,9             |
| Malte Fehling              | Freie Wähler               | 2.759              | 4,2                | 1.202           | 1,8             |
|                            | NPD                        | x                  | x                  | 657             | 1,0             |
|                            | REP                        | x                  | x                  | 107             | 0,2             |
|                            | PIRATEN                    | x                  | x                  | 1.020           | 1,5             |
|                            | BüSo                       | x                  | x                  | 41              | 0,1             |
|                            | ADd                        | x                  | x                  | 124             | 0,2             |
|                            | Die Grauen                 | x                  | x                  | 53              | 0,1             |
|                            | AfD                        | x                  | x                  | 2.435           | 3,7             |
|                            | AVIP                       | x                  | x                  | 63              | 0,1             |
|                            | LUPe                       | x                  | x                  | 11              | 0,0             |
|                            | ödp                        | x                  | x                  | 58              | 0,1             |
|                            | Die Partei                 | x                  | x                  | 271             | 0,4             |
|                            | PSG                        | x                  | x                  | 30              | 0,0             |

Brigitte Hofmeyer zog als Gewinnerin des Wahlkreises in den Landtag ein.

## Wahl 2009
| Gegenstand der Nachweisung | Gegenstand der Nachweisung | Wahlkreis- stimmen | Wahlkreis- stimmen | Landes- stimmen | Landes- stimmen |
| Bewerber                   | Partei                     | Anzahl             | %                  | Anzahl          | %               |
| -------------------------- | -------------------------- | ------------------ | ------------------ | --------------- | --------------- |
| Wahlberechtigte            | Wahlberechtigte            | 93.688             | 100,0              | 93.688          | 100,0           |
| Wähler                     | Wähler                     | 58.448             | 62,4               | 58.448          | 62,4            |
| Ungültige Stimmen          | Ungültige Stimmen          | 2.685              | 4,6                | 2.480           | 4,2             |
| Gültige Stimmen            | Gültige Stimmen            | 55.763             | 100,0              | 55.968          | 100,0           |
| davon                      |                            |                    |                    |                 |                 |
| Walter Lübcke              | CDU                        | 20.081             | 36,0               | 18.320          | 32,7            |
| Brigitte Hofmeyer          | SPD                        | 21.886             | 39,2               | 19.204          | 34,3            |
| Helmut von Zech            | FDP                        | 5.492              | 9,8                | 7.383           | 13,2            |
| Steffi Weinert             | GRÜNE                      | 5.785              | 10,4               | 6.573           | 11,7            |
| Klaus Albrecht             | LINKE                      | 2.519              | 4,5                | 2.665           | 4,8             |
|                            | REP                        | –                  | –                  | 264             | 0,5             |
|                            | FREIE WÄHLER               | –                  | –                  | 840             | 1,5             |
|                            | NPD                        | –                  | –                  | 401             | 0,7             |
|                            | PIRATEN                    | –                  | –                  | 241             | 0,4             |
|                            | BüSo                       | –                  | –                  | 77              | 0,1             |

Neben Brigitte Hofmeyer als Gewinnerin des Direktmandats ist aus dem Wahlkreis noch Helmut von Zech über die Landesliste in den Landtag eingezogen.

## Wahl 2008
| Gegenstand der Nachweisung | Gegenstand der Nachweisung | Wahlkreis- stimmen | Wahlkreis- stimmen | Landes- stimmen | Landes- stimmen |
| Bewerber                   | Partei                     | Anzahl             | %                  | Anzahl          | %               |
| -------------------------- | -------------------------- | ------------------ | ------------------ | --------------- | --------------- |
| Wahlberechtigte            | Wahlberechtigte            | 94.070             | 100,0              | 94.070          | 100,0           |
| Wähler                     | Wähler                     | 61.573             | 65,5               | 61.573          | 65,5            |
| Ungültige Stimmen          | Ungültige Stimmen          | 2.205              | 3,6                | 1.988           | 3,2             |
| Gültige Stimmen            | Gültige Stimmen            | 59.368             | 100,0              | 59.585          | 100,0           |
| davon                      |                            |                    |                    |                 |                 |
| Walter Lübcke              | CDU                        | 18.953             | 31,9               | 17.757          | 29,8            |
| Brigitte Hofmeyer          | SPD                        | 29.524             | 49,7               | 27.981          | 47,0            |
| Thomas Ackermann           | GRÜNE                      | 3.801              | 6,4                | 3.769           | 6,3             |
| Helmut von Zech            | FDP                        | 3.430              | 5,8                | 4.451           | 7,5             |
| Hermann Höhn               | REP                        | 989                | 1,7                | 563             | 0,9             |
|                            | Die Tierschutzpartei       | –                  | –                  | 354             | 0,6             |
|                            | BüSo                       | –                  | –                  | 13              | 0,0             |
|                            | PSG                        | –                  | –                  | 21              | 0,0             |
|                            | Volksabstimmung            | –                  | –                  | 77              | 0,1             |
|                            | GRAUE                      | –                  | –                  | 105             | 0,2             |
| Klaus Albrecht             | LINKE                      | 2.671              | 4,5                | 3.461           | 5,8             |
|                            | Die Violetten              | –                  | –                  | 38              | 0,1             |
|                            | FAMILIE                    | –                  | –                  | 190             | 0,3             |
|                            | FREIE Wähler               | –                  | –                  | 271             | 0,5             |
|                            | NPD                        | –                  | –                  | 396             | 0,7             |
|                            | PIRATEN                    | –                  | –                  | 98              | 0,2             |
|                            | UB                         | –                  | –                  | 40              | 0,1             |

## Wahl 2003
| Gegenstand der Nachweisung | Gegenstand der Nachweisung | Wahlkreis- stimmen | Wahlkreis- stimmen | Landes- stimmen | Landes- stimmen |
| Bewerber                   | Partei                     | Anzahl             | %                  | Anzahl          | %               |
| -------------------------- | -------------------------- | ------------------ | ------------------ | --------------- | --------------- |
| Wahlberechtigte            | Wahlberechtigte            | 81.147             | 100,0              | 81.147          | 100,0           |
| Wähler                     | Wähler                     | 53.667             | 66,1               | 53.667          | 66,1            |
| Ungültige Stimmen          | Ungültige Stimmen          | 3.024              | 5,6                | 2.715           | 5,1             |
| Gültige Stimmen            | Gültige Stimmen            | 50.643             | 100,0              | 50.952          | 100,0           |
| davon                      |                            |                    |                    |                 |                 |
| Walter Lübcke              | CDU                        | 22.669             | 44,8               | 21.496          | 42,2            |
| Brigitte Hofmeyer          | SPD                        | 22.251             | 43,9               | 20.262          | 39,8            |
| Bärbel Maxisch             | GRÜNE                      | 3.571              | 7,1                | 4.197           | 8,2             |
| Helmut von Zech            | FDP                        | 2.152              | 4,2                | 3.054           | 6,0             |
|                            | REP                        | –                  | –                  | 564             | 1,1             |
|                            | Die Tierschutzpartei       | –                  | –                  | 334             | 0,7             |
|                            | DIE FRAUEN                 | –                  | –                  | 134             | 0,3             |
|                            | PBC                        | –                  | –                  | 80              | 0,2             |
|                            | DKP                        | –                  | –                  | 50              | 0,1             |
|                            | ödp                        | –                  | –                  | 24              | 0,0             |
|                            | BüSo                       | –                  | –                  | 20              | 0,0             |
|                            | FAG Hessen                 | –                  | –                  | 409             | 0,8             |
|                            | PSG                        | –                  | –                  | 28              | 0,1             |
|                            | Schill                     | –                  | –                  | 300             | 0,6             |

## Wahl 1999
| Gegenstand der Nachweisung | Gegenstand der Nachweisung | Wahlkreis- stimmen | Wahlkreis- stimmen | Landes- stimmen | Landes- stimmen |
| Bewerber                   | Partei                     | Anzahl             | %                  | Anzahl          | %               |
| -------------------------- | -------------------------- | ------------------ | ------------------ | --------------- | --------------- |
| Wahlberechtigte            | Wahlberechtigte            | 81.123             | 100,0              | 81.123          | 100,0           |
| Wähler                     | Wähler                     | 57.301             | 70,6               | 57.301          | 70,6            |
| Ungültige Stimmen          | Ungültige Stimmen          | 1.143              | 2,0                | 1.146           | 2,0             |
| Gültige Stimmen            | Gültige Stimmen            | 56.158             | 100,0              | 56.155          | 100,0           |
| davon                      |                            |                    |                    |                 |                 |
| Walter Lübcke              | CDU                        | 19.571             | 34,8               | 18.882          | 33,6            |
| Rolf Karwecki              | SPD                        | 31.266             | 55,7               | 30.051          | 53,5            |
| Wolfgang Höhne             | GRÜNE                      | 2.324              | 4,1                | 2.729           | 4,9             |
| Helmut von Zech            | F.D.P.                     | 1.596              | 2,8                | 2.122           | 3,8             |
| Siegfried Schülbe          | REP                        | 1.117              | 2,0                | 1.081           | 1,9             |
|                            | Die Tierschutzpartei       | –                  | –                  | 238             | 0,4             |
|                            | DIE FRAUEN                 | –                  | –                  | 115             | 0,2             |
|                            | PASS                       | –                  | –                  | 26              | 0,0             |
|                            | DKP                        | –                  | –                  | 31              | 0,1             |
|                            | BüSo                       | –                  | –                  | 7               | 0,0             |
|                            | FWG                        | –                  | –                  | 352             | 0,6             |
|                            | PBC                        | –                  | –                  | 65              | 0,1             |
|                            | DHP                        | –                  | –                  | 12              | 0,0             |
|                            | NATURGESETZ                | –                  | –                  | 22              | 0,0             |
|                            | ödp                        | –                  | –                  | 12              | 0,0             |
|                            | NPD                        | –                  | –                  | 55              | 0,1             |
| Jürgen Behr                | BFB-Die Offensive          | 284                | 0,5                | 355             | 0,6             |

## Wahl 1995
| Gegenstand der Nachweisung | Gegenstand der Nachweisung | Wahlkreis- stimmen | Wahlkreis- stimmen | Landes- stimmen | Landes- stimmen |
| Bewerber                   | Partei                     | Anzahl             | %                  | Anzahl          | %               |
| -------------------------- | -------------------------- | ------------------ | ------------------ | --------------- | --------------- |
| Wahlberechtigte            | Wahlberechtigte            | 79.898             | 100,0              | 79.898          | 100,0           |
| Wähler                     | Wähler                     | 57.630             | 72,1               | 57.630          | 72,1            |
| Ungültige Stimmen          | Ungültige Stimmen          | 1.634              | 2,8                | 1.156           | 2,0             |
| Gültige Stimmen            | Gültige Stimmen            | 55.996             | 100,0              | 56.474          | 100,0           |
| davon                      |                            |                    |                    |                 |                 |
| Rolf Karwecki              | SPD                        | 30.148             | 53,8               | 28.713          | 50,8            |
| Walter Lübcke              | CDU                        | 18.589             | 33,2               | 17.720          | 31,4            |
| Wolfgang Höhne             | GRÜNE                      | 3.899              | 7,0                | 4.639           | 8,2             |
| Fritz Kersten              | F.D.P.                     | 2.796              | 5,0                | 3.907           | 6,9             |
|                            | ÖDP                        | –                  | –                  | 49              | 0,1             |
|                            | GRAUE                      | –                  | –                  | 160             | 0,3             |
|                            | REP                        | –                  | –                  | 599             | 1,1             |
|                            | Solidarität                | –                  | –                  | 1               | 0,0             |
| Michael Heger              | APD                        | 564                | 1,0                | 299             | 0,5             |
|                            | DKP                        | –                  | –                  | 35              | 0,1             |
|                            | NPD                        | –                  | –                  | 53              | 0,1             |
|                            | DHP                        | –                  | –                  | 5               | 0,0             |
|                            | f.NEP                      | –                  | –                  | 32              | 0,1             |
|                            | NATURGESETZ                | –                  | –                  | 69              | 0,1             |
|                            | BFB                        | –                  | –                  | 48              | 0,1             |
|                            | PBC                        | –                  | –                  | 87              | 0,2             |
|                            | STATT Partei               | –                  | –                  | 58              | 0,1             |

## Wahl 1991
| Gegenstand der Nachweisung | Gegenstand der Nachweisung | Wahlkreis- stimmen | Wahlkreis- stimmen | Landes- stimmen | Landes- stimmen |
| Bewerber                   | Partei                     | Anzahl             | %                  | Anzahl          | %               |
| -------------------------- | -------------------------- | ------------------ | ------------------ | --------------- | --------------- |
| Wahlberechtigte            | Wahlberechtigte            | 78.188             | 100,0              | 69.909          | 100,0           |
| Wähler                     | Wähler                     | 60.479             | 77,4               | 56.571          | 80,9            |
| Ungültige Stimmen          | Ungültige Stimmen          | 1.272              | 2,1                | 1.127           | 2,0             |
| Gültige Stimmen            | Gültige Stimmen            | 59.207             | 100,0              | 55.444          | 100,0           |
| davon                      |                            |                    |                    |                 |                 |
| Hartmut Nassauer           | CDU                        | 19.632             | 33,2               | 16.227          | 29,3            |
| Rolf Karwecki              | SPD                        | 33.124             | 55,9               | 30.332          | 54,7            |
| Bernd Schäfer-Valtink      | GRÜNE                      | 2.761              | 4,7                | 3.438           | 6,2             |
| Fritz Kersten              | F.D.P.                     | 3.690              | 6,2                | 4.597           | 8,3             |
|                            | REP                        | –                  | –                  | 530             | 1,0             |
|                            | DIE GRAUEN                 | –                  | –                  | 167             | 0,3             |
|                            | ÖDP                        | –                  | –                  | 76              | 0,1             |
|                            | PBC                        | –                  | –                  | 77              | 0,1             |

## Wahl 1987
|                   | Partei            | Anzahl | %     |
| ----------------- | ----------------- | ------ | ----- |
| Wahlberechtigte   | Wahlberechtigte   | 76.011 | 100,0 |
| Wähler            | Wähler            | 64.548 | 84,9  |
| Ungültige Stimmen | Ungültige Stimmen | 629    | 1,0   |
| Gültige Stimmen   | Gültige Stimmen   | 63.919 | 100,0 |
| davon             |                   |        |       |
| Udo Schlitzberger | SPD               | 34.412 | 53,8  |
| Hartmut Nassauer  | CDU               | 20.199 | 31,6  |
| Fritz Kersten     | F.D.P.            | 5.031  | 7,9   |
| Andrea Bertelmann | GRÜNE             | 4.168  | 6,5   |
| Carsten Baetzold  | DKP               | 109    | 0,2   |

## Wahl 1983
|                   | Partei            | Anzahl | %     |
| ----------------- | ----------------- | ------ | ----- |
| Wahlberechtigte   | Wahlberechtigte   | 74.255 | 100,0 |
| Wähler            | Wähler            | 65.475 | 88,2  |
| Ungültige Stimmen | Ungültige Stimmen | 542    | 0,8   |
| Gültige Stimmen   | Gültige Stimmen   | 64.933 | 100,0 |
| davon             |                   |        |       |
| Hartmut Nassauer  | CDU               | 20.501 | 31,6  |
| Udo Schlitzberger | SPD               | 36.472 | 56,2  |
| Karsten Kroll     | GRÜNE             | 2.776  | 4,3   |
| Helmuth Purbst    | F.D.P.            | 4.885  | 7,5   |
| Heinrich Schröder | DKP               | 128    | 0,2   |
| Dietmar Imgrund   | LD                | 171    | 0,3   |

## Wahl 1982
|                     | Partei            | Anzahl | %     |
| ------------------- | ----------------- | ------ | ----- |
| Wahlberechtigte     | Wahlberechtigte   | 73.699 | 100,0 |
| Wähler              | Wähler            | 66.672 | 90,5  |
| Ungültige Stimmen   | Ungültige Stimmen | 572    | 0,9   |
| Gültige Stimmen     | Gültige Stimmen   | 66.100 | 100,0 |
| davon               |                   |        |       |
| Hartmut Nassauer    | CDU               | 25.381 | 38,4  |
| Udo Schlitzberger   | SPD               | 34.722 | 52,5  |
| Dietrich Riebensahm | F.D.P.            | 1.947  | 2,9   |
| Heinrich Schröder   | DKP               | 152    | 0,2   |
| Helga Lux           | GRÜNE             | 3.898  | 5,9   |

## Wahl 1978
|                     | Partei            | Anzahl | %     |
| ------------------- | ----------------- | ------ | ----- |
| Wahlberechtigte     | Wahlberechtigte   | 70.005 | 100,0 |
| Wähler              | Wähler            | 64.132 | 91,6  |
| Ungültige Stimmen   | Ungültige Stimmen | 479    | 0,7   |
| Gültige Stimmen     | Gültige Stimmen   | 63.653 | 100,0 |
| davon               |                   |        |       |
| Hartmut Nassauer    | CDU               | 25.199 | 39,6  |
| Udo Schlitzberger   | SPD               | 33.916 | 53,3  |
| Dietrich Riebensahm | F.D.P.            | 3.487  | 5,5   |
| Max Jesswein        | DKP               | 153    | 0,2   |
| Josef Lebschy       | NPD               | 124    | 0,2   |
| Siegfried Bogdanski | KBW               | 26     | 0,0   |
| Ruth Lehnhausen     | GAZ               | 364    | 0,6   |
| Axel Strube         | GLH               | 384    | 0,6   |

## Wahl 1974
|                           | Partei            | Anzahl | %     |
| ------------------------- | ----------------- | ------ | ----- |
| Wahlberechtigte           | Wahlberechtigte   | 68.225 | 100,0 |
| Wähler                    | Wähler            | 59.786 | 87,6  |
| Ungültige Stimmen         | Ungültige Stimmen | 634    | 1,1   |
| Gültige Stimmen           | Gültige Stimmen   | 59.152 | 100,0 |
| davon                     |                   |        |       |
| Willi Croll               | SPD               | 29.982 | 50,7  |
| Hartmut Nassauer          | CDU               | 24.226 | 41,0  |
| Heinz-Walter Kleinschmidt | FDP               | 4.058  | 6,9   |
| Willi Belz                | DKP               | 296    | 0,5   |
| Rainer Völker             | NPD               | 428    | 0,7   |
| Anna-Elise Fräßdorf       | KPD               | 162    | 0,3   |

## Wahl 1970
|                    | Partei            | Anzahl | %     |
| ------------------ | ----------------- | ------ | ----- |
| Wahlberechtigte    | Wahlberechtigte   | 72.226 | 100,0 |
| Wähler             | Wähler            | 62.122 | 86,0  |
| Ungültige Stimmen  | Ungültige Stimmen | 698    | 1,0   |
| Gültige Stimmen    | Gültige Stimmen   | 61.424 | 100,0 |
| davon              |                   |        |       |
| Willi Croll        | SPD               | 32.228 | 52,5  |
| Otto Rüdiger       | CDU               | 21.819 | 35,5  |
| Fritz Schneider    | FDP               | 5.095  | 8,3   |
| Karl-Wilhelm Mogge | NPD               | 1.703  | 2,8   |
| Rolf Winning       | DKP               | 579    | 0,9   |

## Bisherige Wahlkreissieger
Direkt gewählte Abgeordnete des Wahlkreises Kassel-Land I waren:
| Jahr | Wahlkreisname               | Gebiet | Direktkandidat            | Partei | Stimmen in % |
| ---- | --------------------------- | --- | ------------------------- | ------ | ------------ |
| 2023 | Wahlkreis 1 – Kassel-Land I | Bad Emstal, Bad Karlshafen, Breuna, Calden, Espenau, Fuldatal, Grebenstein, Habichtswald, Hofgeismar, Immenhausen, Liebenau, Naumburg, Oberweser, Reinhardshagen, Trendelburg, Wahlsburg, Wolfhagen, Zierenberg sowie den Gutsbezirk Reinhardswald | Hans Christian Göttlicher | CDU    | 30,8         |
| 2018 | Wahlkreis 1 – Kassel-Land I | Bad Emstal, Bad Karlshafen, Breuna, Calden, Espenau, Fuldatal, Grebenstein, Habichtswald, Hofgeismar, Immenhausen, Liebenau, Naumburg, Oberweser, Reinhardshagen, Trendelburg, Wahlsburg, Wolfhagen, Zierenberg sowie den Gutsbezirk Reinhardswald | Oliver Ulloth             | SPD    | 33,4         |
| 2013 | Wahlkreis 1 – Kassel-Land I | Bad Emstal, Bad Karlshafen, Breuna, Calden, Espenau, Fuldatal, Grebenstein, Habichtswald, Hofgeismar, Immenhausen, Liebenau, Naumburg, Oberweser, Reinhardshagen, Trendelburg, Wahlsburg, Wolfhagen, Zierenberg sowie den Gutsbezirk Reinhardswald | Brigitte Hofmeyer         | SPD    | 46,9         |
| 2009 | Wahlkreis 1 – Kassel-Land I | Bad Emstal, Bad Karlshafen, Breuna, Calden, Espenau, Fuldatal, Grebenstein, Habichtswald, Hofgeismar, Immenhausen, Liebenau, Naumburg, Oberweser, Reinhardshagen, Trendelburg, Wahlsburg, Wolfhagen, Zierenberg sowie den Gutsbezirk Reinhardswald | Brigitte Hofmeyer         | SPD    | 39,2         |
| 2008 | Wahlkreis 1 – Kassel-Land I | Bad Emstal, Bad Karlshafen, Breuna, Calden, Espenau, Fuldatal, Grebenstein, Habichtswald, Hofgeismar, Immenhausen, Liebenau, Naumburg, Oberweser, Reinhardshagen, Trendelburg, Wahlsburg, Wolfhagen, Zierenberg sowie den Gutsbezirk Reinhardswald | Brigitte Hofmeyer         | SPD    | 49,7         |
| 2003 | Wahlkreis 1 – Kassel-Land I | Breuna, Calden, (Bad) Emstal, Grebenstein, Habichtswald, Hofgeismar, Immenhausen, (Bad) Karlshafen, Liebenau, Naumburg, Oberweser, Reinhardshagen, Trendelburg, Wahlsburg, Wolfhagen, Zierenberg sowie den Gutsbezirk Reinhardswald                | Walter Lübcke             | CDU    | 44,7         |
| 1999 | Wahlkreis 1 – Kassel-Land I | Breuna, Calden, (Bad) Emstal, Grebenstein, Habichtswald, Hofgeismar, Immenhausen, (Bad) Karlshafen, Liebenau, Naumburg, Oberweser, Reinhardshagen, Trendelburg, Wahlsburg, Wolfhagen, Zierenberg sowie den Gutsbezirk Reinhardswald                | Rolf Karwecki             | SPD    | 55,7         |
| 1995 | Wahlkreis 1 – Kassel-Land I | Breuna, Calden, (Bad) Emstal, Grebenstein, Habichtswald, Hofgeismar, Immenhausen, (Bad) Karlshafen, Liebenau, Naumburg, Oberweser, Reinhardshagen, Trendelburg, Wahlsburg, Wolfhagen, Zierenberg sowie den Gutsbezirk Reinhardswald                | Rolf Karwecki             | SPD    | 53,8         |
| 1991 | Wahlkreis 1 – Kassel-Land I | Breuna, Calden, (Bad) Emstal, Grebenstein, Habichtswald, Hofgeismar, Immenhausen, (Bad) Karlshafen, Liebenau, Naumburg, Oberweser, Reinhardshagen, Trendelburg, Wahlsburg, Wolfhagen, Zierenberg sowie den Gutsbezirk Reinhardswald                | Rolf Karwecki             | SPD    | 55,9         |
| 1987 | Wahlkreis 1 – Kassel-Land I | Breuna, Calden, (Bad) Emstal, Grebenstein, Habichtswald, Hofgeismar, Immenhausen, (Bad) Karlshafen, Liebenau, Naumburg, Oberweser, Reinhardshagen, Trendelburg, Wahlsburg, Wolfhagen, Zierenberg sowie den Gutsbezirk Reinhardswald                | Udo Schlitzberger         | SPD    | 53,8         |
| 1983 | Wahlkreis 1 – Kassel-Land I | Breuna, Calden, (Bad) Emstal, Grebenstein, Habichtswald, Hofgeismar, Immenhausen, (Bad) Karlshafen, Liebenau, Naumburg, Oberweser, Reinhardshagen, Trendelburg, Wahlsburg, Wolfhagen, Zierenberg sowie den Gutsbezirk Reinhardswald                | Udo Schlitzberger         | SPD    | 56,2         |
| 1982 | Wahlkreis 1                 | Breuna, Calden, (Bad) Emstal, Grebenstein, Habichtswald, Hofgeismar, Immenhausen, (Bad) Karlshafen, Liebenau, Naumburg, Oberweser, Reinhardshagen, Trendelburg, Wahlsburg, Wolfhagen, Zierenberg sowie den Gutsbezirk Reinhardswald                | Udo Schlitzberger         | SPD    | 52,5         |
| 1978 | Wahlkreis 1                 | Breuna, Calden, (Bad) Emstal, Grebenstein, Habichtswald, Hofgeismar, Immenhausen, (Bad) Karlshafen, Liebenau, Naumburg, Oberweser, Reinhardshagen, Trendelburg, Wahlsburg, Wolfhagen, Zierenberg sowie den Gutsbezirk Reinhardswald                | Udo Schlitzberger         | SPD    | 53,3         |
| 1974 | Wahlkreis 1                 | Breuna, Calden, (Bad) Emstal, Grebenstein, Habichtswald, Hofgeismar, Immenhausen, (Bad) Karlshafen, Liebenau, Naumburg, Oberweser, Reinhardshagen, Trendelburg, Wahlsburg, Wolfhagen, Zierenberg sowie den Gutsbezirk Reinhardswald                | Willi Croll               | SPD    | 50,7         |
| 1970 | Wahlkreis 1                 | Landkreis Hofgeismar und Landkreis Wolfhagen | Willi Croll               | SPD    | 52,5         |

## Der Wahlkreis bis 1966
Der zwischen der Landtagswahl 1950 und der Landtagswahl 1966 bestehende Wahlkreis 1 war nicht deckungsgleich mit dem heutigen Wahlkreis. Der damalige Wahlkreis 1 setzte sich aus dem Landkreis Hofgeismar und folgenden Orten des Landkreises Kassel zusammen: Weimar, Heckershausen, Obervellmar, Niedervellmar, Frommershausen, Mönchehof, Ihringshausen, Simmershausen, Wahnhausen, Rothwesten, Knickhagen und Wilhelmshausen.
Bei der Landtagswahl in Hessen 1946 war der heutige Wahlkreis Teil der Wahlkreise VI und VII.Wahlkreises VI Dieser Wahlkreis setzte sich zusammen aus der Stadt Kassel, dem Landkreis Kassel und dem Landkreis Hofgeismar.